# Treehouse TV
Treehouse TV è una rete televisiva canadese lanciata il 1º novembre 1997, di proprietà della Corus Entertainment.